# Leptochilus hemionitideus
Leptochilus hemionitideus là một loài thực vật có mạch trong họ Polypodiaceae. Loài này được (Wall. ex C. Presl) Noot. miêu tả khoa học đầu tiên năm 1997.